# Carole Cerasi
Carole Cerasi (ca. 1965) is een Zweeds-Engelse klavecimbel- en pianofortespeler.

## Levensloop
Cerasi had een ongewone jeugd. Ze werd in Zweden geboren in een familie van Turks-Sefardische origine en met het Frans als moedertaal. Vanaf 1982 woonde ze in Londen. 
Haar belangstelling voor het klavecimbel kreeg ze toen ze elf was. Drie jaar later werd ze leerlinge van Kenneth Gilbert in het Vleeshuis in Antwerpen. De belangrijkste muzikale invloed die ze onderging was die van Jill Severs. Ze volgde ook lessen bij Gustav Leonhardt en Ton Koopman.
In 1992 behaalde ze de Vierde prijs tijdens het internationaal pianoforteconcours, in het kader van het Festival Musica Antiqua in Brugge.
In Londen werd ze docente klavecimbel aan de Yehudi Menuhin School en docente pianoforte en klavecimbel aan de Guildhall School of Music and Drama en aan de Royal Academy of Music.
Haar concerttournees brachten haar zowat overal in Europa. Ze trad onder meer op in Wigmore Hall, tijdens de Nobelprijs Ceremonie in Stockholm, op de festivals van Périgord en Istanboel. Ze speelde met het Orchestra of the Age of Enlightenment in Londens South Bank en gaf recitals tijdens festivals in Harrogate, Warwick, Brno, Dieppe, Tallinn en Ludwigsburg. Ze speelde ook in het Muziekinstrumenten-Museum in Berlijn. Ze trad verder ook op in Frankrijk (La Roque-d'Anthéron, Sablé-sur-Sarthe, Ambronay), België, Israël, Noorwegen, Duitsland, Denemarken, Japan, Colombia en Zwitserland.
Met haar eigen groep, 'Ensemble Türk', een trio dat kan worden uitgebreid, gesticht in 1999, voert ze het klassieke repertoire voor pianoforte uit.
Ze vertolkte in première een hedendaags werk voor klavecimbel van de Zuid-Afrikaanse componist Kevin Volans.

## Discografie
- Op haar eerste solo-CD vertolkte ze de volledige werken van Élisabeth Jacquet de la Guerre, op een Ruckers klavecimbel in Hatchlands Park (1999)
- Klaviersonates van Carl Philipp Emanuel Bach (2000)
- Werk voor klavecimbel en virginaal van Thomas Tomkins (2000)
- Johann Sebastian Bach en het Möller Manuscript (2002)
- Sonates en pastorales van Manuel Blasco de Nebra
- Muziek uit de tijd van Vermeer (samen met Julia Gooding (sopraan) en Christopher Wilson (luit en teorbe)
- Johann Sebastian Bach, Zes Engelse Suites (2005)
- Joseph Haydn et l'Art de la variation (2010)